# تپه مردآویز
تپه مردآویز مربوط به دوران پیش از تاریخ ایران باستان است و در شهرستان دلفان، روستای مرادآباد نورعلی واقع شده و این اثر در تاریخ ۱۰ مهر ۱۳۸۰ با شمارهٔ ثبت ۴۱۵۴ به‌عنوان یکی از آثار ملی ایران به ثبت رسیده است.